# Этабль
Эта́бль (фр. и окс. Étables) — коммуна во Франции, находится в регионе Рона — Альпы. Департамент коммуны — Ардеш. Входит в состав кантона Турнон-сюр-Рон. Округ коммуны — Турнон-сюр-Рон.
Код INSEE коммуны — 07086.
Коммуна расположена на плато приблизительно в 460 км к юго-востоку от Парижа, в 75 км южнее Лиона, в 45 км к северу от Прива.

## Население
Население коммуны на 2008 год составляло 765 человек.
| 1962 | 1968 | 1975 | 1982 | 1990 | 1999 | 2008 |
| ---- | ---- | ---- | ---- | ---- | ---- | ---- |
| 446  | 468  | 426  | 468  | 483  | 553  | 765  |

## Экономика
В 2007 году среди 463 человек в трудоспособном возрасте (15—64 лет) 337 были экономически активными, 126 — неактивными (показатель активности — 72,8 %, в 1999 году было 71,5 %). Из 337 активных работали 310 человек (175 мужчин и 135 женщин), безработных было 27 (7 мужчин и 20 женщин). Среди 126 неактивных 36 человек были учениками или студентами, 43 — пенсионерами, 47 были неактивными по другим причинам.